# The Toll of the Sea (film 1915)
The Toll of the Sea è un cortometraggio muto del 1915 diretto da Henry MacRae (Henry MacRae).

## Produzione
Il film fu prodotto dalla Bison Motion Pictures.

## Distribuzione
Distribuito dall'Universal Film Manufacturing Company, il film - un cortometraggio in due bobine - uscì nelle sale cinematografiche statunitensi il 17 luglio 1915.